# Реконвільє
Реконвільє (фр. Reconvilier) — громада  в Швейцарії в кантоні Берн, адміністративний округ Бернська Юра.

## Географія
Громада розташована на відстані близько 37 км на північний захід від Берна.
Реконвільє має площу 8,3 км², з яких на 13% дозволяється будівництво (житлове та будівництво доріг), 44,9% використовуються в сільськогосподарських цілях, 42% зайнято лісами, 0,1% не є продуктивними (річки, льодовики або гори).

## Демографія
2019 року в громаді мешкало 2344 особи (+4,7% порівняно з 2010 роком), іноземців було 20,6%. Густота населення становила 284 осіб/км².
За віковим діапазоном населення розподілялося таким чином: 21,4% — особи молодші 20 років, 58,2% — особи у віці 20—64 років, 20,4% — особи у віці 65 років та старші. Було 1047 помешкань (у середньому 2,2 особи в помешканні).
Із загальної кількості 926 працюючих 21 був зайнятий в первинному секторі, 289 — в обробній промисловості, 616 — в галузі послуг.